# 나카지마 유미코
나카지마 유미코(中島裕美子, 8월 31일 ~ )는 일본의 여성성우. B-Box소속, 지바현 출신, 혈액형은 O형.

### TV 애니메이션
2002년
- 스파이럴 ~추리의 끈~(소녀A, 여학생A, 여자생도C)

2005년
- 우에키의 법칙 (아이B)

2007년
- ef - a tale of memories. (아마미야 유코)

2008년
- ef - a tale of melodies. (아마미야 유코)

### OVA
2001년
- HAPPY★LESSON (합창)

2003년
- 란제리 전사 빠삐용 로제 (여성 전투원)

2004년
- 테일즈 오브 판타지아 THE ANIMATION (실프)

### 게임
2006년
- ef - a fairy tale of the two. (아마미야 유코) : 야마다 유나 (山田ゆな) 명의